# Grado Newton

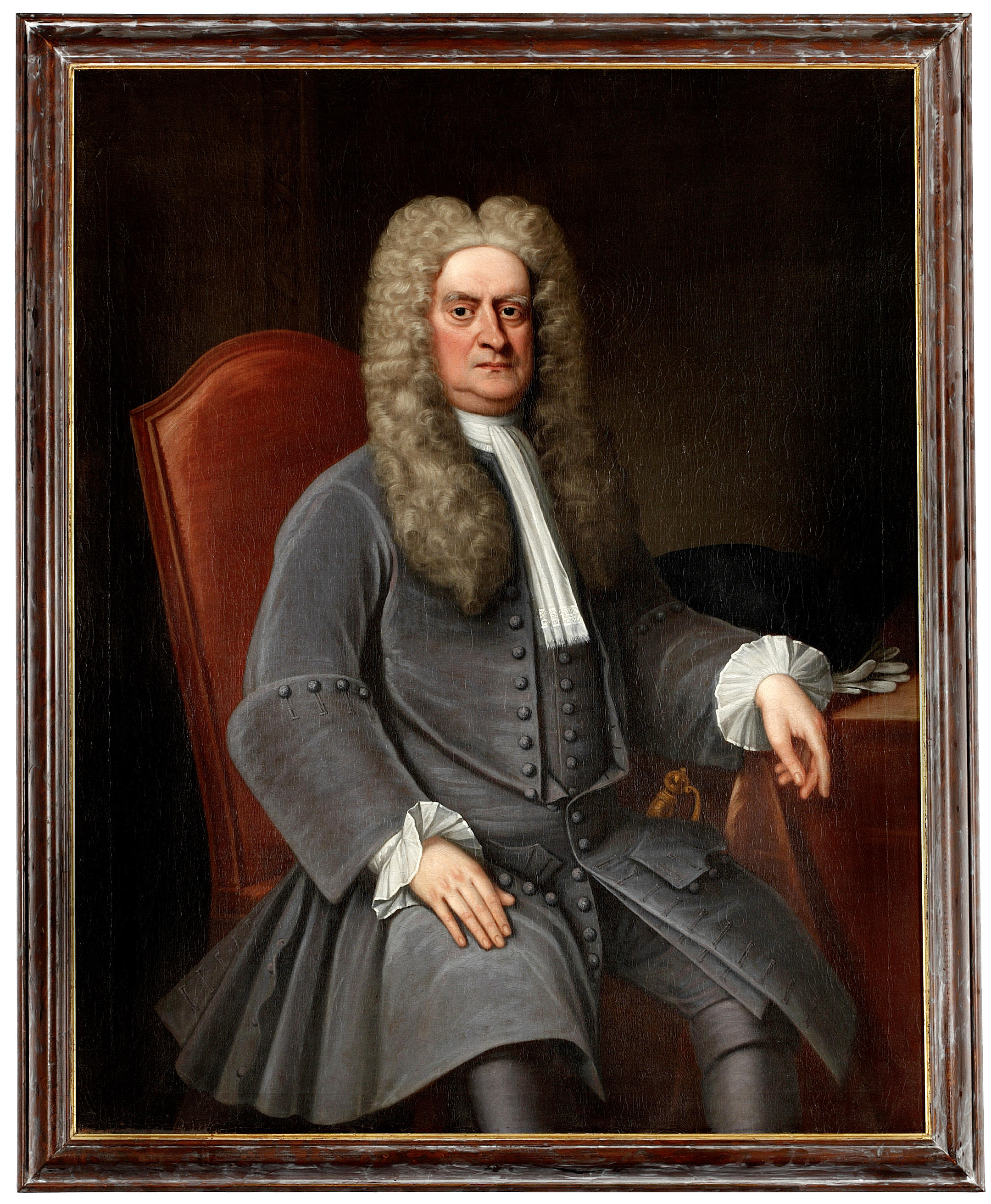
Isaac Newton

La escala Newton es una escala termométrica desarrollada por Isaac Newton alrededor del año 1700. Pensando en el problema del calor, Newton desarrolló primero una escala cualitativa a partir de aproximadamente veinte puntos de referencia, que van desde «el aire frío en el invierno» hasta «los carbones ardientes en el fogón de la cocina». Este método resultó tosco y problemático, por lo cual muy pronto Newton quedó insatisfecho. Sabiendo que la mayoría de las sustancias se expanden con el calor, Newton usó un recipiente con aceite de linaza y midió el cambio de volumen con respecto a sus puntos de referencia. Encontró que el volumen de aceite de linaza aumentaba 7.25 % al calentarlo desde la temperatura a la cual la nieve se derrite hasta la temperatura a la cual hierve el agua.
Más tarde, Newton definió el «grado cero de calor» como la temperatura a la cual se derrite la nieve, y «33 grados de calor» como la temperatura de ebullición del agua. De esta manera, su escala sería precursora de la escala de Celsius, que también se define usando como puntos de referencia las temperaturas de congelación y ebullición del agua. Es probable que Anders Celsius conociera la escala termométrica de Newton cuando inventó la suya.  Por consiguiente, la unidad de esta escala, el grado Newton, equivale a {\displaystyle {\tfrac {100}{33}}} (aproximadamente 3.03) kelvines o grados Celsius y tiene el mismo cero de la escala de Celsius.